# Janez Jeglič
Janez Jeglič - Johan, slovenski alpinist in gorski reševalec, * 18. maj 1961, Tuhinjska dolina, † 31. oktober 1997, greben Nuptseja.
S plezanjem se je začel ukvarjati leta 1978, vendar takrat še na lastno pest, brez potrebnega znanja in izkušenj. Leta 1979 se je vpisal v alpinistično šolo pri AO Domžale, kmalu po končani alpinistični šoli pa je moral v vojsko na Kosovo. Po vrnitvi se je popolnoma posvetil alpinizmu. Že v prvem letu je opravil 43 vzponov, kar je bilo za tiste čase veliko. Naslednje leto pa je v svoj plezalski dnevnik vpisal že 145 vzponov in to vseh težavnostnih stopenj - od enke do devetke. Kot perspektiven alpinist se je namreč leta 1982 uvrstil v moštvo alpinistične odprave v Kolorado v ZDA. Tam je s Silvom Karom, med drugim, v stenah Hudičevega stolpa preplezal prvo smer IX. težavnostne stopnje za takratno Jugoslavijo in seveda tudi Slovenijo. Člani odrave, v kateri je bil tudi Janko Humar iz AO Tolmin, iz domžalskega AO pa še Roman Cerar, so takrat v ZDA preplezali še več smeri VII. in VIII. težavnostne stopnje, kar je bilo za naše razmere nekaj izrednega.
Doma je Janez s soplezalci, največkrat Silvom Karom in Frančkom Knezom prepelezal celo vrsto izjemno težavnih prvenstvenih smeri, med drugim tudi prvo prvenstveno smer VIII. težavnostne stopnje na Slovenskem - Ključ sreče v Sfingi v Triglavu. Ponovil je praktično vse najzahtevnejše smeri v naših stenah, marsikatero tudi pozimi ali pa kar sam. Na splošno je skoraj tretjino svojih vzponov opravil sam.
Po uspehu v ZDA so se Johan, Silvo in Franček Knez leta 1983 prvič podali v Patagonijo. V granitni steni Fitz Roya so preplezali drzno prvenstveno smer, ki je pritegnila pozornost mednarodne alpinistične javnosti. Dve leti kasneje, leta 1985 se je Janez kot član državne odprave udeležil vzpona na Jalung Kang, vendar mu klasičen odpravarski sistem ni ugajal, zato se je kasneje raje udeleževal manjših, »žepnih« odprav, ki jih je pripravljal s prijatelji. Še istega leta je skupaj s Slavkom Svetičičem in Silvom Karom opravil drugo ponovitev znane smeri Rolling Stones v Grandes Jorases v Centralnih Alpah. Konec leta 1985 in začetku leta 1986 je bil član zmagovite naveze po prvenstveni smeri v vzhodni steni Cerro Torreja, sledil je Torre Eger (1986), nato spet Cerro Torre in njegova južna stena (1987/88). Dve leti pozneje, leta 1990, je s Silvom najprej prepelezal zahodno steno Bagiratija III, takoj za tem pa se je po normalni smeri povzpel kot prvi Domžalčan še na Everest. V istem letu je preplezal tudi svojo prvo smer X. težavnostne stopnje v kopni skali. V obdobju enega leta še nobenemu drugemu alpinistu ni uspelo opraviti takšnih podvigov na različnih področjih alpinističnega delovanja - v kopni skali, v visoki tehnično skrajno zahtevni steni in na najvišjem vrhu sveta. Na prehodu iz leta 1993 v leto 1994 je z Mihom Praprotnikom in Markom Lukičem še enkrat obiskal Patagonijo in tam preplezal še eno novo smer v južni steni Cerro Torreja.
Ob tem se je Johan udeleževal tudi hitrostnih tekmovanj v plezanju v ledu, ki so jih vsako leto pripravili v Bohinju. Osvojil je tri zaporedne zmage, zadnji dve leti pa se je udeleževal tudi tekem v hitrostnem plezanju v ledu v Courchevelu v Franciji.
Med bogato bero njegovih vzponov v tujini je treba še zlasti omeniti njegov solo vzpon po vodniški smeri v vzhodni steni Materhorna, njegove vzpone po lednih smereh na škotskem in vzpone v ameriških plezališčih, predvsem v Yosemitih. Leta 1993 je v El Capitanu v eni najbolj znanih sten v ZDA z Mihom Praprotnikom preplezal smer Jolly Roger, leta 1996 pa še prav tako zahtevno smer Sea of Dreams.
Poleg tega je bil Johan vrsto let načelnik AO Domžale, za svoje plezalske podvige pa je prejel tudi številna priznanja. Med drugim je prejel Bloudkovo nagrado, naziv najuspešnejšega alpinista leta v Sloveniji, naziv najboljšega športnika v občini Domžale, za film o plezanju v Patagoniji pa sta s Silvom Karom na mednarodnem festivalu gorniškega filma v Trentu osvojila tudi prestižno priznanje festivala Srebrni encijan.

## Odprave
- 1982: ZDA '82 - Kolorado, prva jugoslovanska devetka (-IX), prvenstvena (VII, 350 m) v Spear Hed
- 1983: Fitz Roy '83 - s Silvom Karom in Frančkom Knezom prvenstvena Hudičeva zajeda/The Devil's Dihedral (VI+, A2, 850 m) ob SV stebru
- 1985: Jalung Kang '85 - do m
- 1986: Torre Egger '86 - s Silvom Karom in Frančkom Knezom prvenstvena po JV zajedi (VII+, A3, 90 st., 950 m)
- 1986: Cerro Torre '86 - prvenstvena prek vzhodne stene (
- 1988: Cerro Torre '88 - s Silvom Karom prvenstvena Peklenska diretisima/The Hell's Direttissima (VIII+/VII-, A3-4, 70-95 st., 1200 m) prek južne stene
- 1990: Bagirati III '90 - s Silvom Karom prvenstvena
- 1990: mednarodna odprava Alpe-Jadran Everest '90, prek Južnega sedla na Everest (8848 m)
- 1993: ZDA '93 - s Praprotnikom ponovil Jolly Roger
- 1994: Cerro Torre '94 - z Lukičem in Praprotnikom prvenstvena (VIII-, A4, 90 st., 800 m) v J steni Cerro Torre
- 1996: ZDA '96 - ponovil Sea of Dreams (VI, 5,9, A5)
- 1997: Nuptse '97 Po preplezani prvenstveni smeri v SZ steni Lobučeja in pristopu na Pumori je s Tomažem Humarjem preplezal še svojo zadnjo prvenstveno v Z steni Nuptse W2.